# さよなら運転

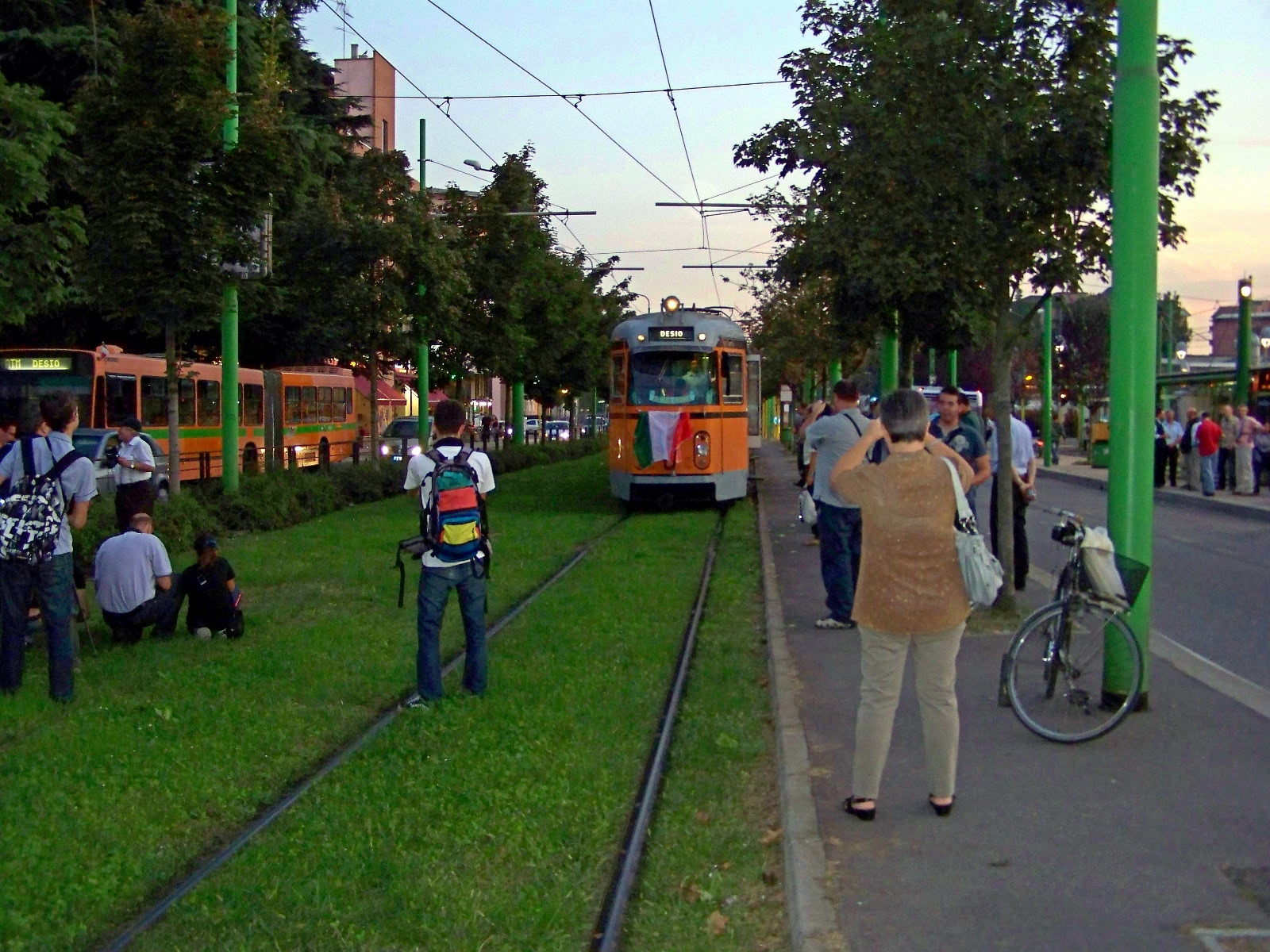
Tranvia Milano-Carate/Giussano_{（イタリア語版）}の最終運転日に電車を撮影する人々
（2011年9月30日撮影）

さよなら運転（さよならうんてん）とは、交通機関における特定の路線、列車、車両、航空機、航路などの廃止、運行終了などを記念して行われる運転・運行・便のことである。サヨナラ運転とも表記される。
特に鉄道において実施されることが多いが、その他に航空機、バス、船舶が路線廃止・用途廃止となる際に実施されることもある。鉄道やバスの場合は「ラストラン」、航空機の場合は「ラストフライト」と表記する場合がある。

## 鉄道
鉄道においては臨時列車や臨時便として行われることが多いが、車両の運用終了については定期列車で行われる場合もある。「さよなら運転」と銘打たれた列には、ヘッドマークや特殊塗装（過去に用いられた塗り分けの復刻）などの装飾が施され（例えば長崎電気軌道150形電車の、2019年3月9日のさよなら運転など）、車両内部や主要駅において過去を振り返る写真、年表、備品などの展示が行われることもある。
鉄道路線や列車が廃止される理由の大部分は利用客の減少であるが、特に歴史ある路線や列車が廃止される場合は、往時を懐かしむ鉄道ファンや、かつて運行に携わった関係者がさよなら運転に大挙して押し寄せ、車両内やプラットホームにてラッシュ時のような混雑が発生したり、最終列車の座席指定券や寝台券が発売開始後に即日完売することも珍しくない。

### 種類と内容
さよなら運転は、以下の事項を記念して実施される。
- 特定の路線の廃止・休止
- 特定の列車（特急、急行列車など）の廃止・休止
- 特定の形式の車両・機体の全廃・運用終了

#### 路線の休廃止を記念するもの
特定の鉄道路線を廃止するのを記念して運行するさよなら運転が実施されることがある。
戦前から戦後間もない時期に廃止された路線では実施例が少ないが、昭和30年代以降に廃止された旅客路線については多くの路線で実施されている。臨時列車を運行する場合もあるが、運行側の事情や、「正真正銘の最後の列車に乗りたい」という鉄道ファンの要求に応えるために、定期の最終列車を「さよなら運転」と銘打ち、装飾を施して運行する場合が多い。
なお、1970年代以前には最終営業日の翌日、書類上は路線を廃止した状態でありながら運賃無料の「さよなら列車」を運行した例があるが、1980年代以降はこのような運行は実施されなくなった。またこの頃から進められた特定地方交通線の第三セクター鉄道への転換の際、日本国有鉄道（国鉄）・JRによる最終運行日にさよなら運転が実施されたケースも数多い。
しかしながら、鉄道においてはさよなら運転が行われずに廃止になる例もある。主な例としては、災害や事故などの突発的な事情で運行不可能となった場合が挙げられる。この場合は物理的に列車の運行ができない状態に置かれているので、さよなら運転もできず、そのまま廃止せざるを得ない。最近では岩泉線、京福電気鉄道永平寺線、高千穂鉄道高千穂線などの例がある。ただし、この場合でも列車を運行しない記念式典を行うことはある。例えば、小田急向ヶ丘遊園モノレール線では車両の欠陥による廃線のためさよなら運転は実施されなかったが、廃止後にさよなら見学会が行われた（後述）。
その他に、特殊な例として廃線を伴わない駅の廃止を記念してさよなら運転が行われたことがある。北海道旅客鉄道（JR北海道）石勝線の楓駅の信号場格下げがそれであるが、運行系統上、同駅は実質的に盲腸線の終点駅であった。
また、路線の廃止手続きを伴わない、ルート変更など新路線への切り替えもさよなら運転は実施しないのが通例である。しかし、例えば北陸本線の支線としてしばらく使われた国鉄柳ヶ瀬線はさよなら運転が行われており、同じく北陸本線への旧線からの切り替えも（この二つの例の場合は北陸本線として発展の基礎を築いたとして）、関係者の間では杉津駅などの駅などにおいて記念式典が行われた。

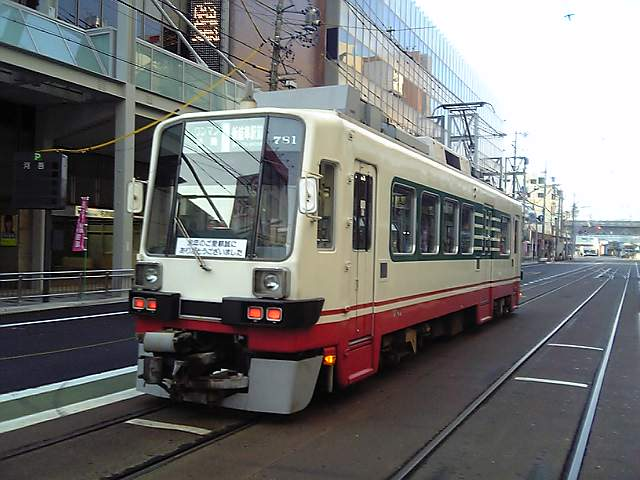
特定の路線の廃止・休止の例 名鉄岐阜市内線 （2005年3月撮影）
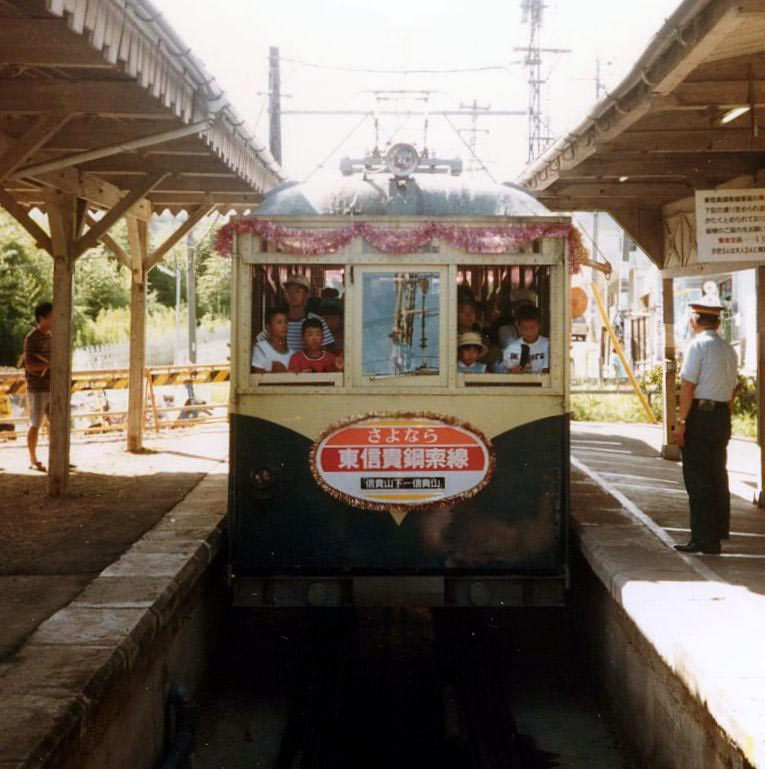
特定の路線の廃止・休止の例 近鉄東信貴鋼索線 「さよなら」のヘッドマークを掲げている。 （1983年8月29日撮影。廃止日は同月31日）
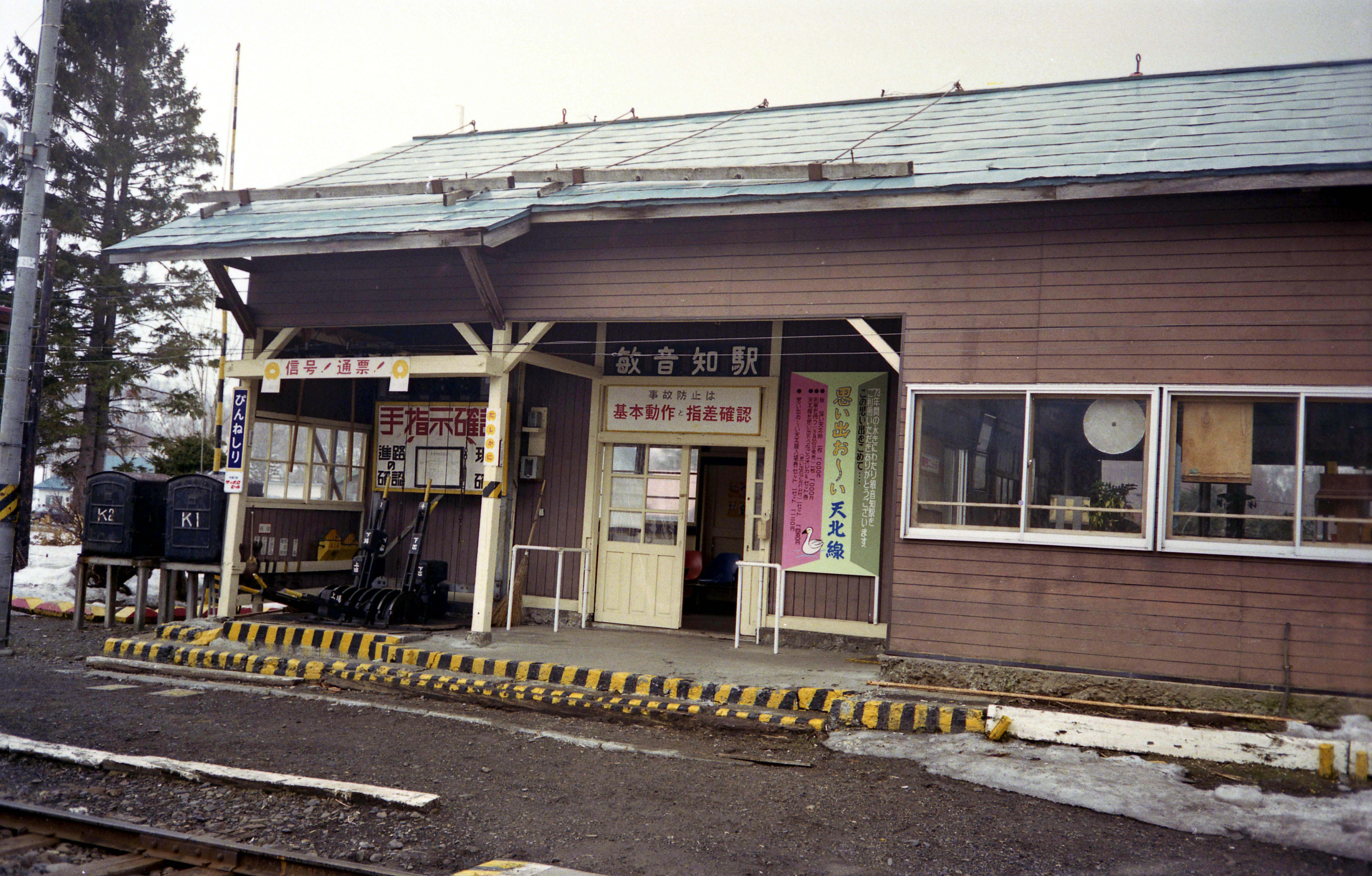
廃止を間近に控えたJR天北線の駅。記念切符の発売の看板が見える。 廃止される路線の駅ではイベントの開催や記念切符の発売などが行われることがある。

#### 特定列車の休廃止を記念するもの
ダイヤ改正により特定の列車が廃止になる場合、その列車が人気のある列車であればさよなら運転が行われることがある。列車という以上、ダイヤに従って運行されるので、臨時列車を仕立てることはないが、定期列車の最後の便が始発駅を発車する前、あるいは終着駅に到着した後で別に記念式典が開催されることもある。

#### 特定形式の車両の全廃・運用終了を記念するもの
特定の形式の車両・機体が全廃され、またはある路線での運用を終了する場合、その車両が人気のある車両であれば、さよなら運転が行われることがある。この場合は、列車というより鉄道車両に乗車することを目的としているので、その車両を用いた臨時便を運行することも多い。また、さよなら運転の終点を車両基地の最寄駅に設定し、車両基地で撮影会などを行うケースもある。通常の運用を変更し、その車両を用いて運用に入ることがある。この場合、一部の運用を事前に告知することがあるが、前述のトラブルを防止する目的で最終運転時刻を公表しない鉄道事業者もある。
また東日本旅客鉄道（JR東日本）では中央線快速用の豊田車両センター所属201系（豊田発松本行）を皮切りに、長野総合車両センターへの廃車回送列車を、団体専用のさよなら運転に仕立て、長野駅もしくは途中の松本駅まで乗客を乗せて運行するイベントが行われている（201系の場合、中央本線・篠ノ井線の甲府 - 松本間で乗客を乗せて走行するのは極めて稀なケースであった）。

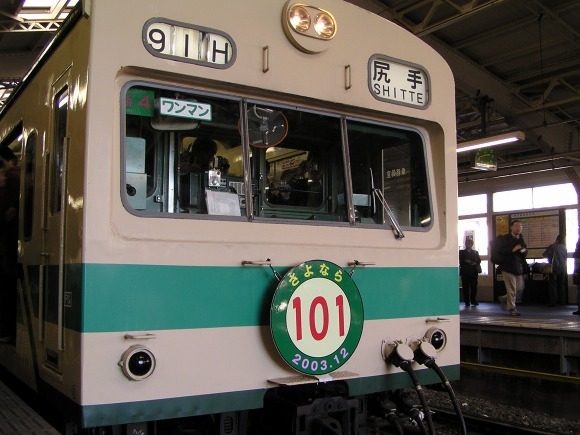
特定形式の車両の全廃・運用終了の例 南武支線101系のさよなら運転 （2003年12月、鶴見駅にて撮影）
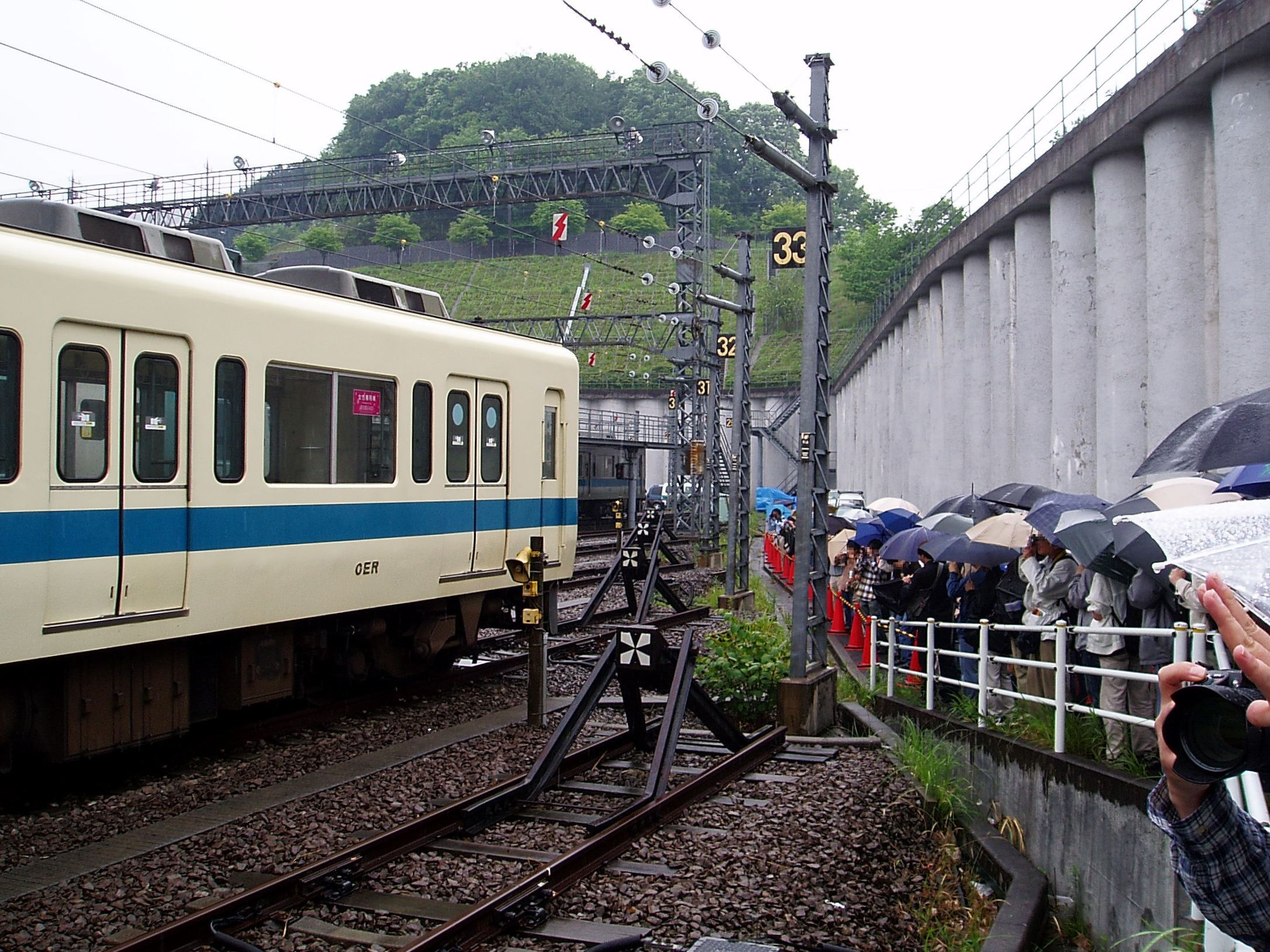
特定形式の車両の全廃・運用終了の例 小田急9000形電車さよなら運転後の撮影会 （2006年5月13日、喜多見検車区唐木田出張所にて撮影）

### さよなら運転を行わないさよならイベント

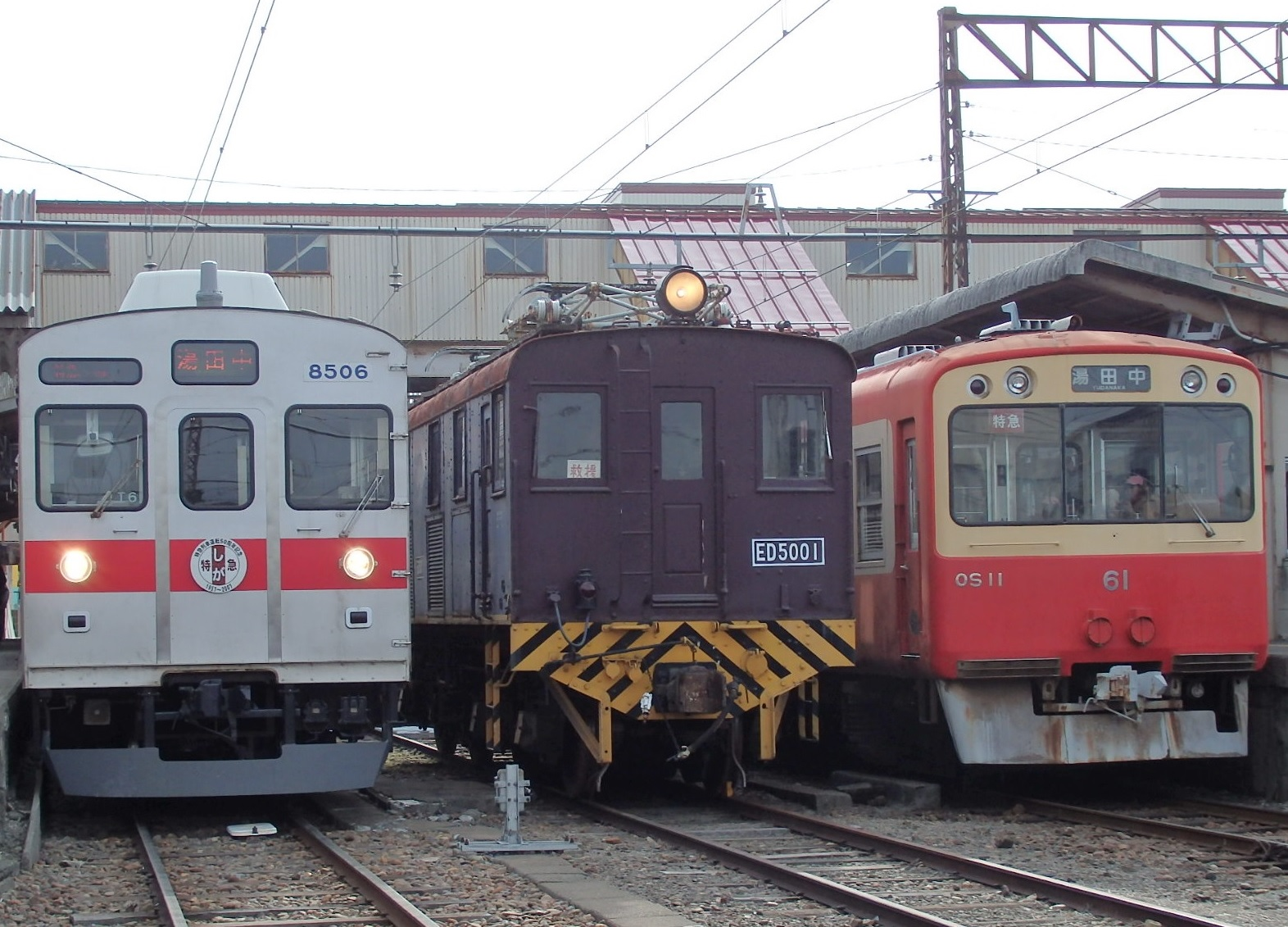
さよなら運転を行わないさよならイベントの例
長野電鉄イベント「S11編成＆ED5001形　お別れ会」での展示（2017年3月7日、須坂駅にて撮影）
この種のイベントでは通常見られない行先表示やヘッドマークが掲出されることもある。

さよなら運転は、車両が運転可能な条件が整っていないと実施できない。そのため、災害でさよなら運転を含め列車運行ができない時や、車両故障や検査切れなどでさよなら運転に使用できる車両がないなどという時は、さよなら運転はできない。また車両が運転可能な条件が整っていても、何らかの事情によりさよなら運転を見合わせる場合もある。しかし、さよなら運転ではないものの、別の形でさよならイベントを行った例もある。
- 2001年2月1日に廃止された小田急向ヶ丘遊園モノレール線では、2000年2月の定期点検時に500形の台車に亀裂が発見され休止となり、そのまま廃止された。同線に在籍していたのはこの500形1編成のみだったため、さよなら運転の運行は不可能であったが、廃止後の翌2001年3月24日・25日に500形の「さよなら展示会」を向ヶ丘遊園正門駅で実施した。
- 2007年3月25日、JR東日本の新幹線200系電車F19編成の4月末での運用終了を前に、燕三条駅にて「さよなら展示会」が開催された。
- 2007年9月22日、江ノ島電鉄の300形303号車のさよなら展示会が極楽寺検車区にて開催された。
- 2011年3月13日をもって営業運転を終了した京王6000系電車[2]は、さよなら運転を行わなかった。引退に先立ち同年2月27日、多摩動物公園駅にて「6000系ありがとうフェスタ」を開催し、初代「TAMA ZOO TRAIN」6722編成の展示、撮影会やオリジナル写真集・記念乗車券・グッズの販売などを行った[3]。なお初代5000系の引退の際はさよなら運転を行っている。
- 2017年3月5日、長野電鉄の10系電車・ED5001形の解体を前に、須坂駅にてお別れ会が催された[4][5]。
- 2019年11月24日、京都鉄道博物館にてJR貨物EF200形電気機関車の2号機と日本通運所有のシキ800の引退セレモニーが行われた。

### さよなら運転を巡るトラブル
さよなら運転が開催される際にはファンなどが多く詰めかけるため、多くの鉄道事業者では駅や式典会場において記念品の販売（直接関係ない場所で販売することもある）を行うなど、一つの増収イベントと見なしている向きもある。その一方で沿線や発着駅では、駅員などにより通常を超える警備体制が敷かれることも珍しくない。また駅や沿線において著しい混雑が生じ、日常的に該当路線を利用する人や周辺住民に迷惑が及ぶこともしばしばあり、場合によってはトラブルに発展することも少なくない。
鉄道アナリストの川島令三は、最近は列車が廃止されるときに大騒ぎする「葬式鉄」と呼ばれるファンがいると指摘し、さよなら運転や定期運行のラストランを祭りに参加するような感覚で見送りに行き、良いアングルで写真を撮ろうと線路に近づいて列車を緊急停止させたり、時には周囲や駅員、警備担当者に罵声を浴びせる（いわゆる「罵声大会」）などの迷惑行為を働く者もいると言及しており、実際に鉄道事業者でも対応に苦慮しているとしている。川島自身も2015年の時点で「私自身はトワイライトエクスプレスのラストランを見に行くつもりはない。もう騒ぎは見たくない」と述べている。
こうしたことから近年は、鉄道事業者がさよなら運転などの企画実施を見合わせたり、運行終了日を予定より早める事例も見られるようになった。
2018年の東京メトロ6000系（千代田線）のさよなら運転では、多数の鉄道ファンが詰めかけ、車内で怒号が飛び交うなどの大混乱となった。東京メトロではホーム上にロープを張って乗客の通路を確保し、駅員が集まった鉄道ファンらに分散乗車を促すなど対策を取ったものの、多くのファンが運転台のある先頭車両に詰めかけたことから混乱した。鉄道ファンの一部が一般乗客に対し、罵声を浴びせたり先頭車両への乗車を妨害するなどの行為があった。怪我人こそなかったものの、乗車していた子供が泣き出したり、身の危険を感じた一般乗客が北千住駅付近で車内非常通報装置（非常停止ボタン）を押すという事態にまで至った。東京メトロの担当者は「別れを惜しんでいただくのはありがたいが、安全とマナーを守ってほしい」と語った。
なお、交友社の鉄道雑誌『鉄道ファン』の元編集者で鉄道ジャーナリストの梅原淳は、6000系ラストラン騒動を取り上げたコラムで「混乱はだれが悪いのか。東京地下鉄に改善の余地はあったのか」と書き、「最終的には指示に従わなかった鉄道ファンの責任だ」としながらも、「東京地下鉄が言うほど混雑していない」「線路に落ちて怪我人が出なかっただけでもよしとする」などと述べ、「（終点の）綾瀬駅で混乱を起こさなかった鉄道ファンの態度も褒めたい。車内での怒号については次回の検討課題にするとしよう」とコラムを締めくくっている。
このような事態を受け、東京メトロは2020年の03系（日比谷線）引退時には、イベントやさよなら運転を行わなかった。同社広報部はその理由を「千代田線の6000系電車が引退したとき、多くのお客様で車内やホームが混雑しご迷惑をおかけしたため、今回はイベントの開催を見合わせました」と説明し、「記念グッズの発売も、今のところ予定していません」と述べている。
都市交通政策技術者で鉄道ライター・写真家の伊原薫は、東京メトロ03系の突然の引退について「鉄道ファンよ、恩を仇で返すな」と題したコラムを書き、「鉄道会社がこれまでに鉄道ファンのマナーを理由にイベントを見送り、それを公言することはほとんどなかった。鉄道趣味業界にとって非常に由々しき事態である」と警鐘を鳴らした。伊原はさらに他の鉄道事業者にもこうした流れが広がっていると指摘する。首都圏の鉄道会社で企画していた特別塗装の車両運行が検討段階で中止され、関係者はその理由を「イベントは鉄道会社とファンの信頼関係の上で実施できるが、ルールを守れないファンがいれば不可能となる。鉄道会社の使命である安全運行を脅かす事態が続くなら、厳しい姿勢を取らざるを得ない」と述べたという。伊原はいわゆる「葬式鉄」の暴走行為を「往来を妨害する罪や威力業務妨害に該当する犯罪行為」と厳しく批判した上で、「そんな連中は本物の鉄道ファンではないと言ったところで、鉄道会社や一般人から見たら同じ」「ファンの思いに感謝をもって応えてくれてきた鉄道会社との信頼関係を、鉄道ファンが自ら壊してはならない」と強く訴えている。

## 航空
日本の航空におけるラストフライトは、以下のような例がある。
- 日本エアコミューターは、2006年9月30日で日本国内での旅客運用を終了したYS-11のラストフライトツアーを企画していた。
- 全日空は、2014年3月31日をもって退役となったボーイング747のラストフライトを、羽田空港発那覇空港着のNH127便及び、折り返し羽田空港着NH126便で運航した。
- フジドリームエアラインズは、2024年3月9日をもって初の退役機となったJA04FJのラストフライトを、出雲空港発県営名古屋空港着のFDA418便で運航した[11]。

## バス

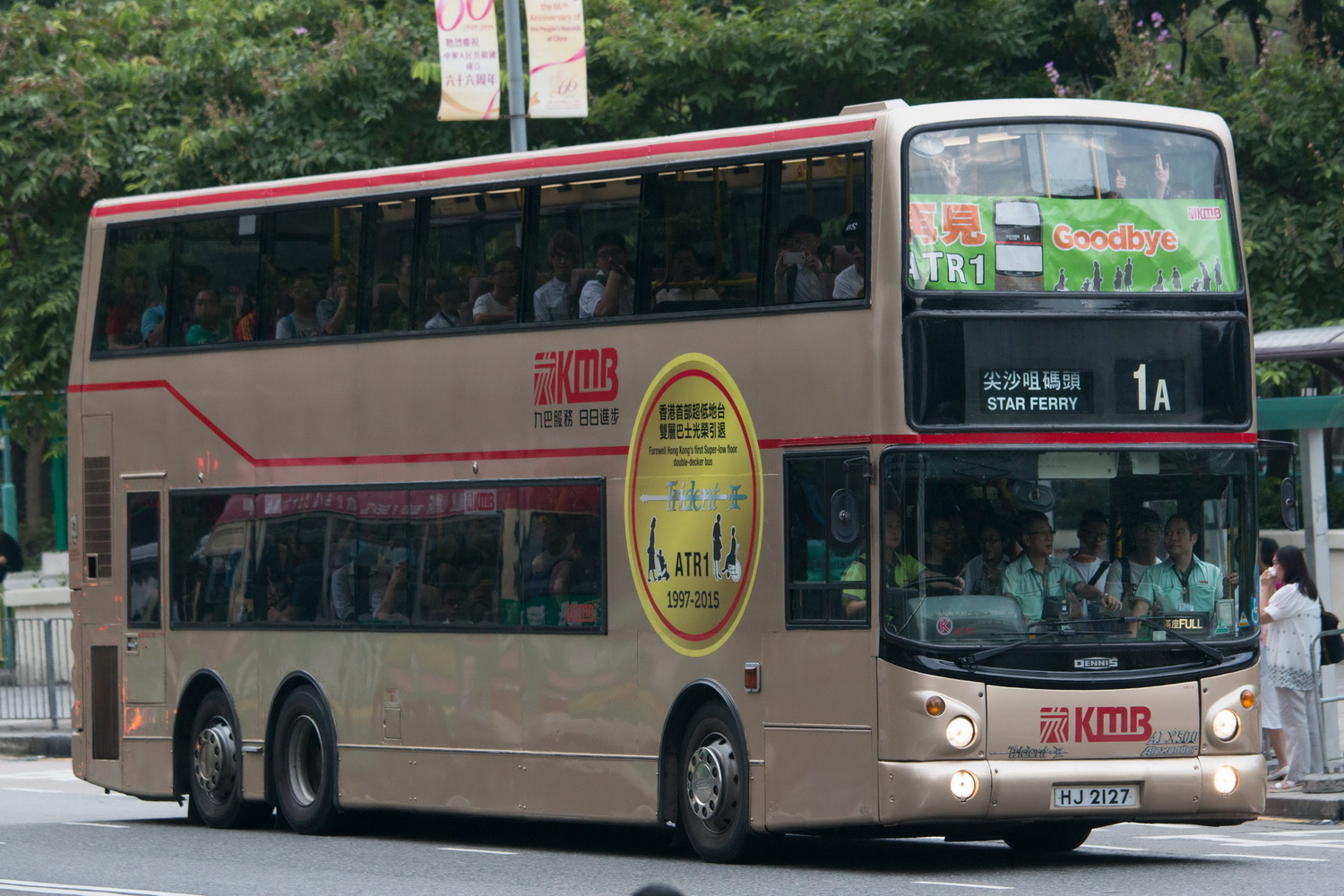
特定車両の運用終了の例 世界初のデニス・トライデント・3のさよなら運転 （2015年9月）
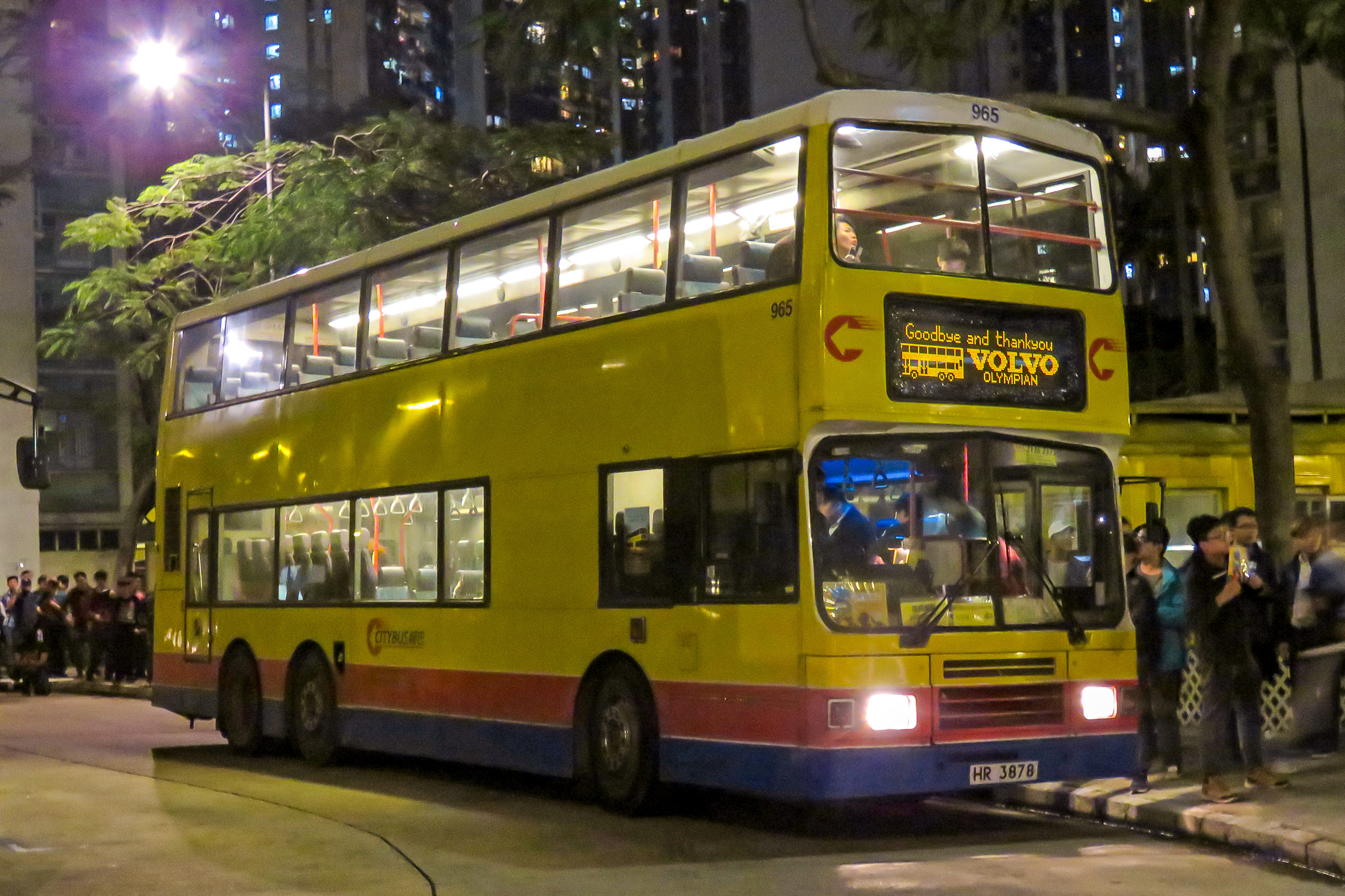
特定形式の車両の全廃・運用終了の例 香港シティバス・ボルボ・オリンピアンのさよなら運転 （2019年3月）
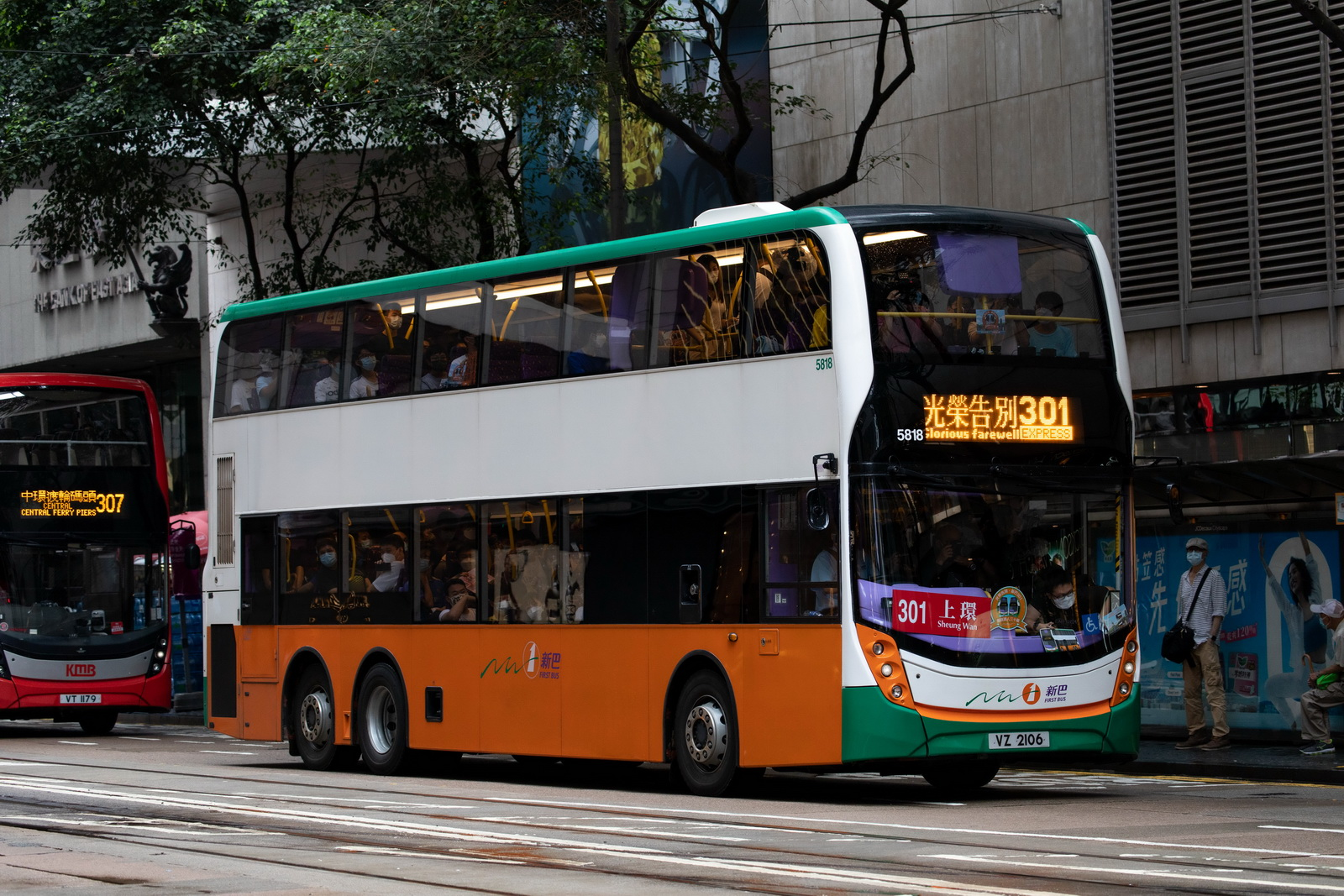
特定バス路線の休廃止の例 新世界第一バス301線のさよなら運転 （2022年5月）